# Bărbat
Bărbatul este adultul de sex masculin, conform sistemului genetic de determinare a sexului la nivel genetic care a împlinit 18 ani. Persoana adultă de sex feminin este denumită femeie.  
Bărbat mai poate exprima caracterul unei persoane, în general trăsături de caracter ca și curaj, dârzenie, bărbătos, etc, indiferent de gen.
Simbolul masculin este simbolul lui Marte, iar pentru copii culoarea albastră este considerată culoare masculină în cultura europeană, în contrast cu culoarea roz care e considerată culoare feminină.

## Caractere biologice și medicale
Articol principal: Sex

Aparatul genital masculin

Din punct de vedere a biologiei moleculare bărbatul se deosebește de femeie prin cromozomii sexuali XY care la femeie sunt XX. La anumite persoane intersex sunt alte combinații de cromozomi. La bărbat cei doi cromozomi sexuali XY determină caracterele sexuale specifice bărbatului care sunt:
1. existența gonadelor masculine (testicule)
2. dezvoltarea încă în perioada intrauterină a caracterelor sexuale primare ca scrotum și penis
3. caracterele secundare masculine ce apar prin creșterea concentrației de testosteron din sânge în perioada pubertății (barbă, timbrul vocii, bazin mai îngust ca cel feminin, masă musculară mai mare, creșterea părului pe piept ș.a.m.d.)